# Paquerina
Paquerina là một chi thực vật có hoa trong họ Cúc (Asteraceae).

## Loài
Chi Paquerina gồm các loài: